# Dorfkirche Groß Zicker

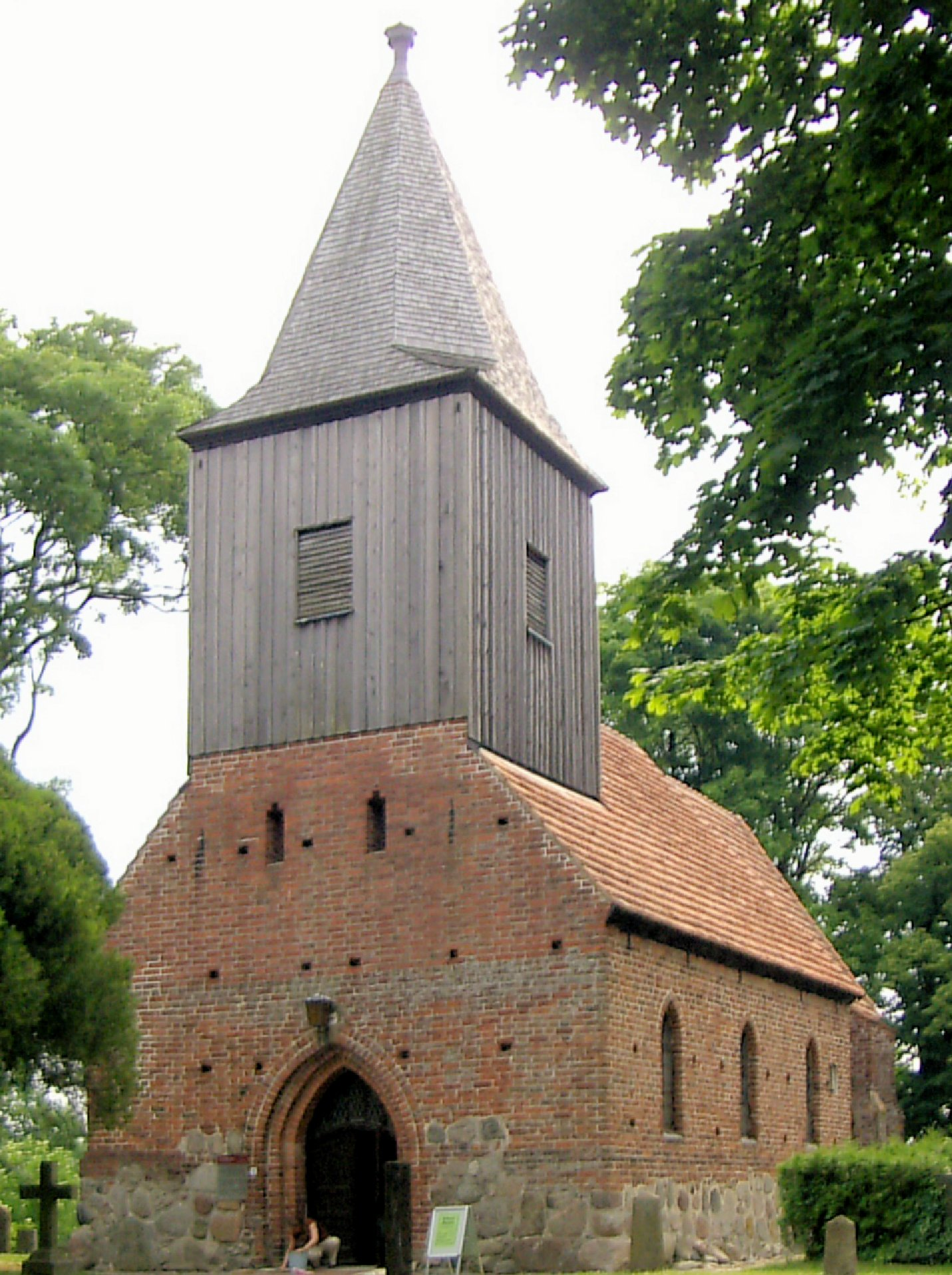
Dorfkirche in Groß Zicker

Die Dorfkirche Groß Zicker ist die evangelische Pfarrkirche der Kirchgemeinde Groß Zicker auf der Halbinsel Mönchgut der Insel Rügen. Sehenswert ist neben der Kirche selbst der alte Friedhof mit dem Jakobstein.
Der Chorraum wurde vermutlich um 1350 gebaut, etwas später das Kirchenschiff. Das Kloster Eldena erwarb 1360 das Mönchgut; in der Kaufurkunde ist eine ecclesia sive capella (Kirche bzw. Kapelle) in Groß Zicker erwähnt. Damit wäre die Kirche das älteste Gebäude auf Mönchgut.
Von 1878 bis 1906 war Emil Steurich (1852–1921) Pfarrer an der Kirche. Als Schriftsteller verfasste er Erzählungen zur Geschichte Rügens.

## Baulichkeiten
Die gotische Kirche hat einen fünfseitigen Chor mit einem Kreuzrippengewölbe mit Birnstabprofil, sowie ein flachgedecktes Kirchenschiff. Der Kirchturm ist aus Holz.
Von 1968 bis 1982 fand eine umfassende Restaurierung des Innenraums statt, 1998 eine Erneuerung des Daches. Kirchenschiff und Chor sind mit Ziegeln, der Dachturm mit Holzschindeln gedeckt.

## Ausstattung
Bei der Einweihung der Kirche wurden an den Wänden rote Weihekreuze angebracht, die noch heute erkennbar sind.
Die ältesten Ausstattungsstücke sind die Altarmensa, der ca. 500 Jahre alte, aus einem Eichenstamm gehauene Sakramentsschrein, sowie eine der ältesten Glocken auf Rügen. Sie wurde vermutlich um 1400 gegossen und trägt den Glockenspruch: O rex glorie christe. veni cum pace. (Christus, König der Herrlichkeit, komme mit Frieden). Im Jahre 2000 wurden zwei weitere Glocken angeschafft.
Die ursprünglichen bunten Fensterscheiben stammen von 1595. Sie waren für 30 Jahre ausgelagert und sind seit 2009 wieder angebracht.
Die barocke Kanzel stammt aus dem Jahr 1653 und wurde 1917 restauriert.
An den Wänden des Chorraums befinden sich einige Grabsteine aus der Zeit von 1742 bis 1844, teilweise nur mit Jahreszahl und Hausmarke versehen.
Der Taufstein des Steinmetzmeisters Puppe besteht aus Granit und wurde 1859 ergänzt.
Die Orgel, die von Barnim Grüneberg aus Stettin gebaut wurde, stammt aus dem Jahr 1864 und wurde 1999 renoviert.
Der Radleuchter im Kirchenschiff wurde 1868 von den Thiessower Lotsen für die Kirche gestiftet. Ihr Name ist auf den Leuchter eingraviert.
Anfang des 20. Jahrhunderts wurde noch die Sonnenuhr an der Südseite der Kirche ergänzt. Diese geht bei Sommerzeit allerdings eine Stunde nach.
Im Dezember 2001 stiftete der Greifswalder Segler, Pastor und Buchautor Gerhard Dallmann der Kirche ein Votivschiff, welches einen Lastensegler darstellt.

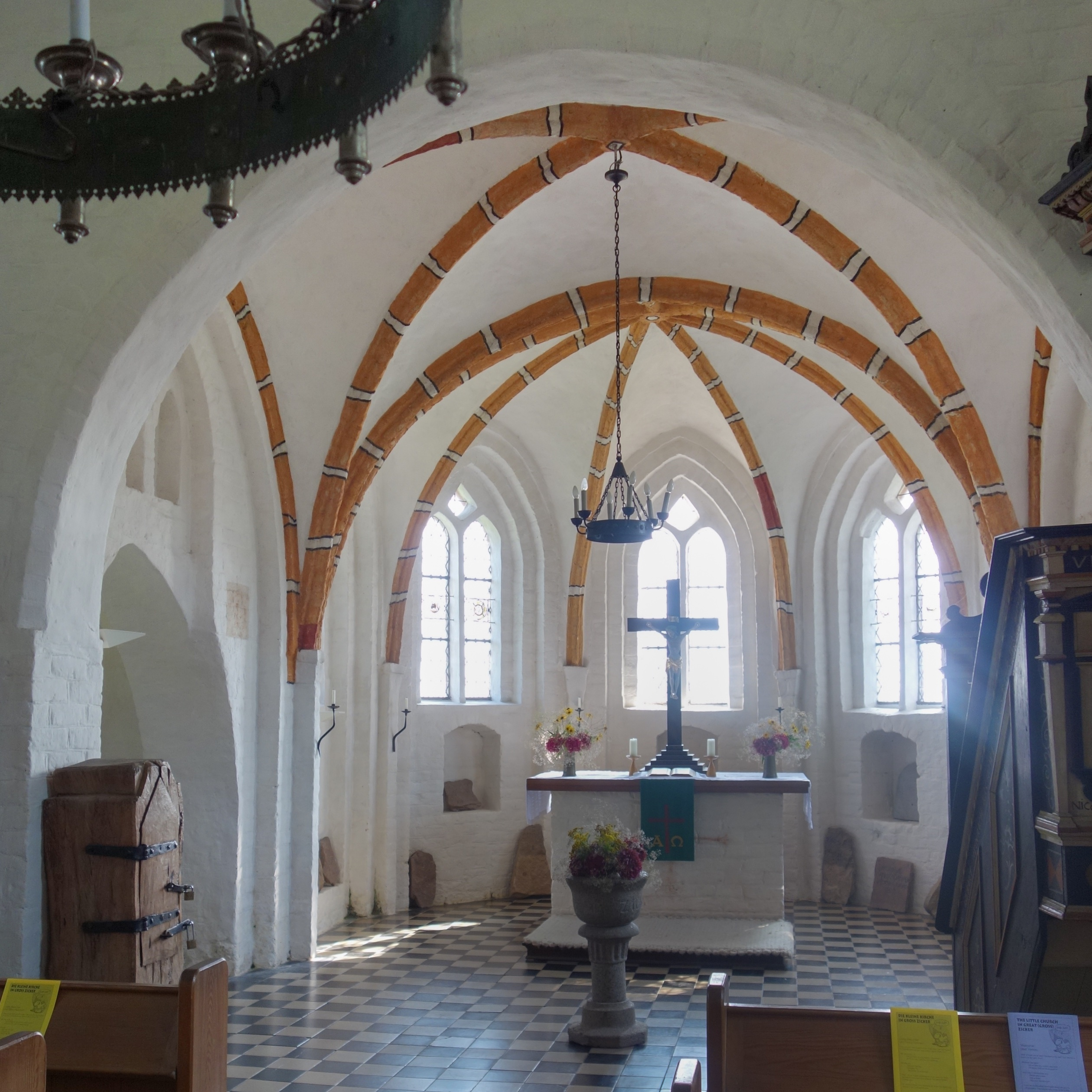
Chorraum mit Altar und Taufstein
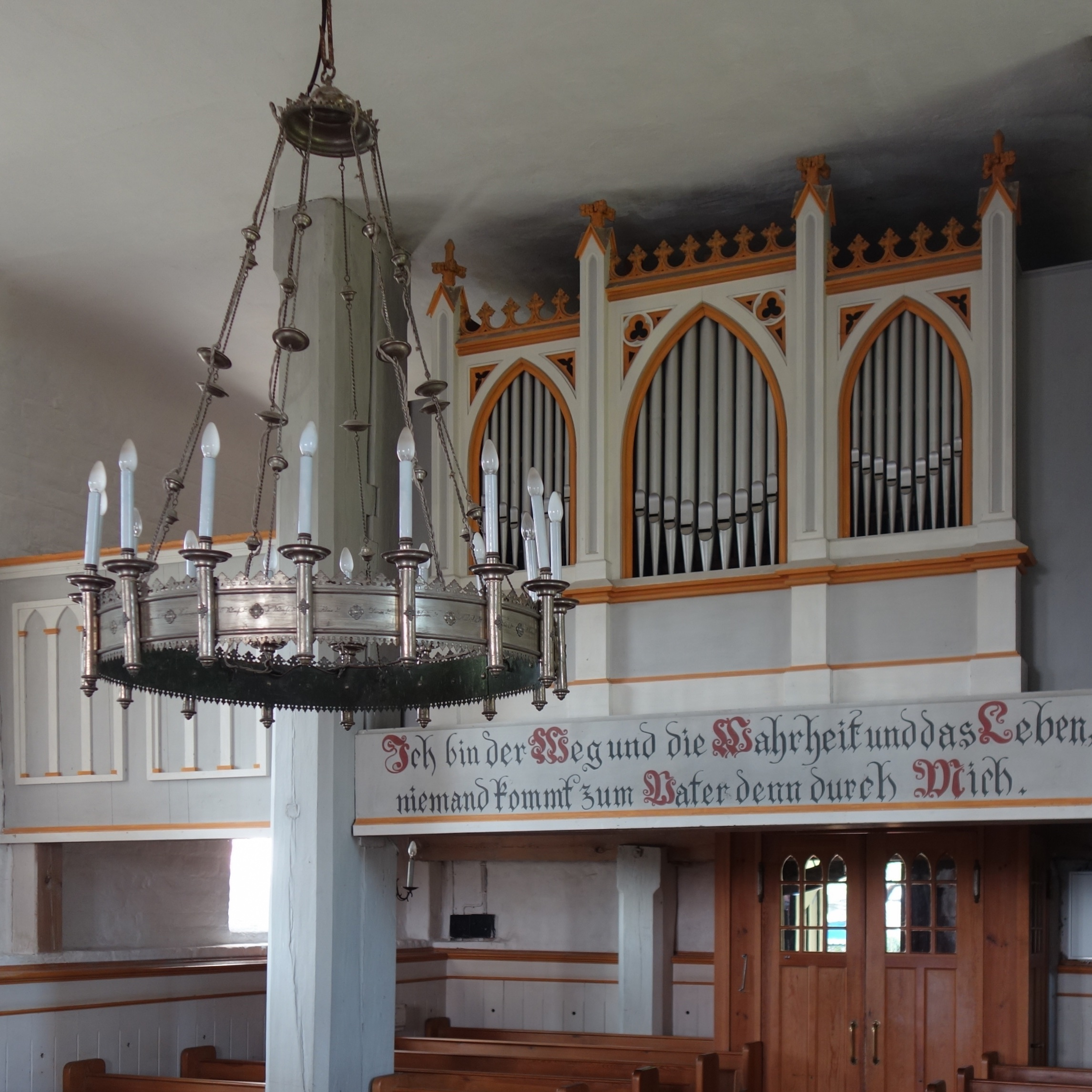
Orgel und Radleuchter
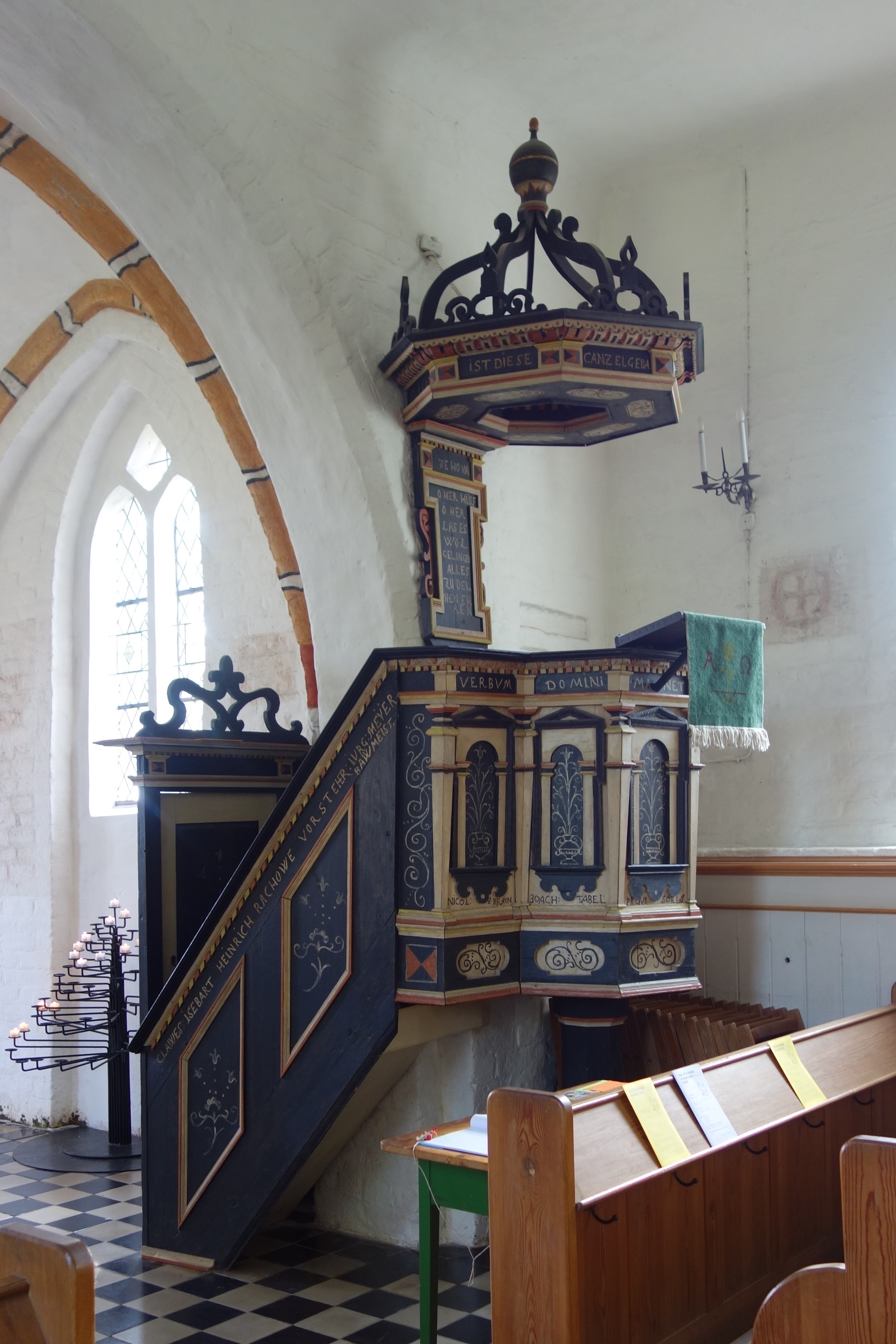
Kanzel
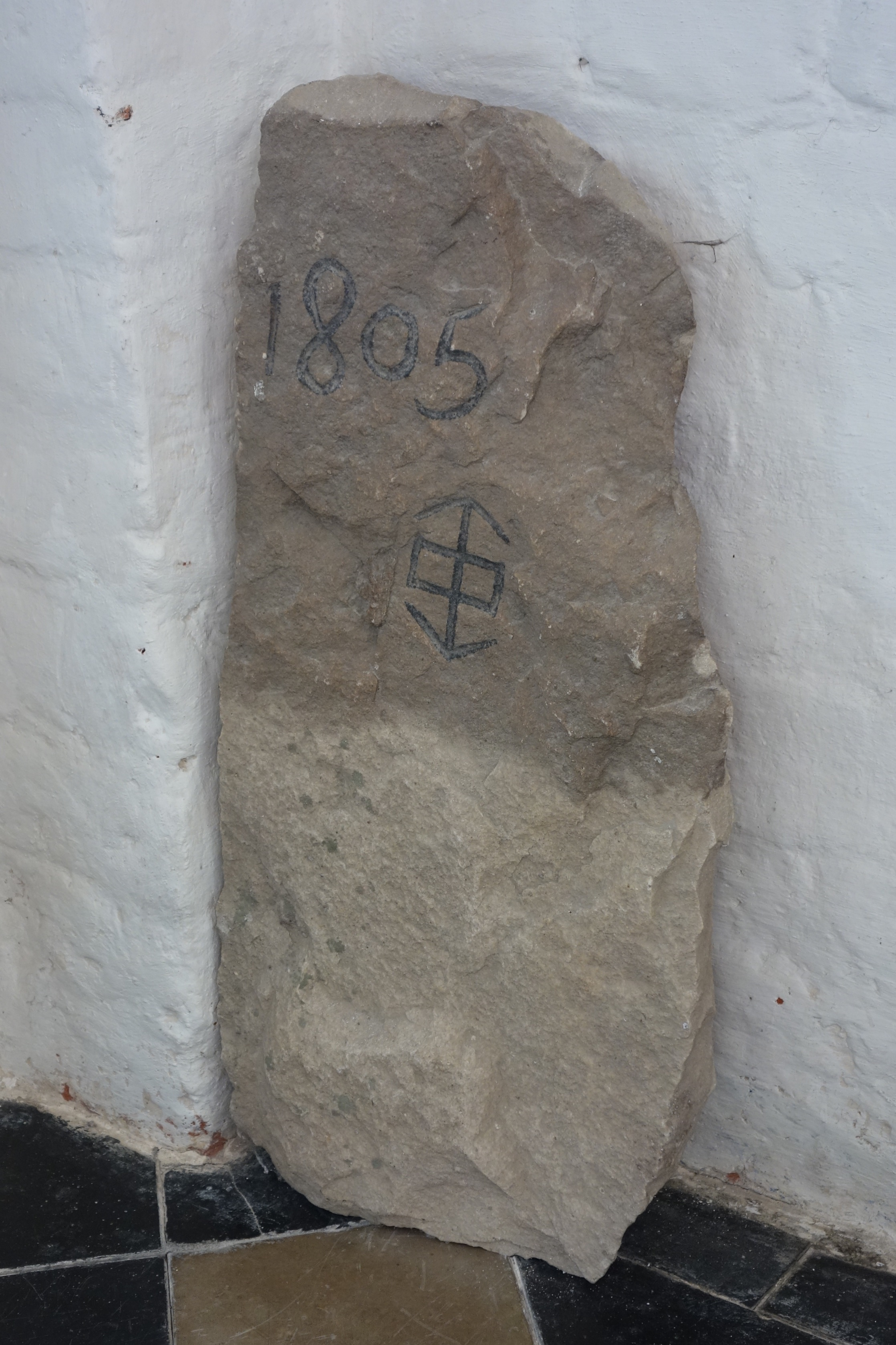
Grabstein mit Hauszeichen

## Gemeinde
Der evangelischen Kirchgemeinde gehören ca. 380 Christen an, was etwa 40 % der Bevölkerung ausmacht (Stand 2009). Sie gehört seit 2012 zur Propstei Stralsund im Pommerschen Evangelischen Kirchenkreis der Evangelisch-Lutherischen Kirche in Norddeutschland. Vorher gehörte sie zum Kirchenkreis Stralsund der Pommerschen Evangelischen Kirche.
Die Kirche ist den größten Teil des Jahres täglich geöffnet.
Siehe auch: Liste der Kirchen auf Rügen